# Святослав Ярославич (князь рязанський)
Святослав Ярославич (*д/н — 1145) — князь муромський у 1143—1145 роках, 1-й князь рязанський у 1129—1143 роках.

## Життєпис
Другий син Ярослава Святославича, князя чернігівського і муромського. 1127 року разом з батьком та родиною втік з Чернігова під тиском військ Всеволода Ольговича, що став новим чергінівським князем. Після його смерті у 1129 році старший брат Святослава — Юрій — стам князем муромським та виокремив для Святослава Рязанський уділ.
1131 року здійснив декілько кампаній проти «задонської орди» половців, які стали вдиратися до Рязанської землі під тиском донської орди Атрака. Святослав Ярославич завдав супротивникові рішучої поразки, внаслідок чого задонська орда розпалася, а 1132 року частина задонських половців — орда Єлтукове визнало його зверхність.
У 1143 році після смерті брата Юрія став муромським князем, передавши рязанське молодшому братові Ростиславу Пронському. Помер у 1145 році.

## Родина
- Давид (д/н—1147), князь рязанський
- Ігор (д/н—1148), князь рязанський
- Володимир (д/н—1161), князь рязанський і муромський